# 比斯特拉河 (博爾扎瓦河支流)
比斯特拉河（烏克蘭語：Бистра），是烏克蘭西部的河流，屬於博爾扎瓦河的支流。該河流經外喀爾巴阡州的胡斯特區，河道全長18公里，流域面積41平方公里。